# ヘンリー・ボイル (第3代シャノン伯爵)
第3代シャノン伯爵ヘンリー・ボイル（英語: Henry Boyle, 3rd Earl of Shannon KP PC (Ire)、1771年8月8日 – 1842年4月22日）は、アイルランド王国出身の貴族、政治家。アイルランド議会の最後の生き残りの1人で、1764年から1807年まで、コーク県選出議員として、1800年合同法後の新しい連合王国議会庶民院の議員を務めた。その後1807年にバンドン選挙区の議員を短期間務め、同年後半にシャノン伯爵位を承継した。その後亡くなるまでコーク県の主席治安判事を務めた。1831年から亡くなるまで、最初のコーク統監だった。
1807年までボイル子爵の儀礼称号を使用した。

## 生涯
第2代シャノン伯爵リチャード・ボイルとキャサリン・ポンソンビー（Catharine Ponsonby、1747年4月29日 – 1827年1月30日、アイルランド庶民院議長ジョン・ポンソンビーの娘）の息子として、1771年8月8日にカースルマーターで生まれた。姉キャサリン・ヘンリエッタ・ボイルは1784年に初代バンドン伯爵フランシス・バーナードと結婚した。
1785年から1788年までウィンチェスター・カレッジで教育を受けた後、大陸ヨーロッパを旅した。(グランドツアー)
1793年から1797年までクロナキルティ選挙区の代表としてアイルランド庶民院議員を務めた後、1797年の選挙においてコーク県選挙区とラスコーマック選挙区の両方で当選、前者の代表として議員を務めた。『ジェントルマンズ・マガジン』に掲載されたボイルの死亡記事によると、「アイルランドのヨーマンリー （陸軍の予備役部隊）(英語版) の武装強化に積極的に参加した」という。1796年10月31日、キャッスルマーター・クロイン・コーブ・イモキリー・ミドルトンの5つの部隊の大佐(captain)に任命された。当時グレートブリテン王国とアイルランド王国は同君連合下にあった。ヨーマンリーは多くの郡でヨーマンの集団から発生した義勇軍であり、その目的はフランス第一共和政の侵略の危機に直面した2つの王国の防衛力を強化することだった。
1798年アイルランド反乱は、ジャン・ジョゼフ・アマブル・アンベール率いるフランス軍の支援を受けていたが、失敗に終わった。アイルランドの支配を確保するために、アイルランド議会とグレートブリテン議会は、2王国の合併について協議した。その結果1800年合同法により、グレートブリテン及びアイルランド連合王国が成立した。アイルランド議会での最終的な法案はかなりの大多数で通過したが、当時の資料によると、一部の票は批判する者に対する爵位と栄典という形の賄賂により、獲得された。最初のアイルランド庶民院の採決では賛成104票に対し、反対109票で否決されたが、1800年の2回目の採決では158票対115票で可決された。両議会の合意により、それまでのアイルランド議会はイギリス庶民院で100議席、貴族院で32議席を獲得した。28人の終身貴族代表議員が選出され、アイルランド聖公会から4人の聖職者が選ばれた。ボイル子爵もコーク県選挙区の代表として連合王国庶民院議員を務めた。1803年8月6日、ヨーマンリーにおいて6つ目の部隊となるヨール (Youghal) の大佐 (captain) に任命された。
議会では父とともに政府を支持し、父が1805年に政府の求めに応じてアイルランド下級大蔵卿（Lord of Treasury）の官職をジョン・フォスターに譲ったほどだったが、その見返りがなく、ボイルは不満を感じた。これに対し、政府はボイルの父の死後、年金を与えることと連合王国貴族への叙爵を約束した。そして、父の死期が近い1807年イギリス総選挙ではコーク県選挙区での選出を諦め、代わりにコーク県のバンドン選挙区とヨール選挙区で当選したが、その数日後の1807年5月20日に父が死去、ボイルはシャノン伯爵位を継承した。また、カトリック解放に対しては反対の立場をとり、1805年5月に反対票を投じている。1807年、コーク首席治安判事に就任した。
続く第2次ポートランド公爵内閣（1807年 – 1809年）は3代シャノン伯爵が野党に転じることを懸念して、1808年4月5日に聖パトリック勲章を授与、1809年9月19日にアイルランド枢密院の枢密顧問官に任命するなど懐柔策を試み、成功を収めた。しかし、1817年にコーク県の政治をめぐってリヴァプール伯爵内閣と決裂して野党に転じた。
1831年10月7日から1842年4月22日までコーク統監を務めた。
2年弱の闘病生活の後、1842年4月22日にハイド・パーク近くのコノート・テラス（Connaught Terrace）で死去、5月3日にカースルマーターで埋葬された。息子リチャードが爵位を継承した。

## 家族
1798年6月9日、サラ・ハイド（Sarah Hyde、1780年頃 – 1820年9月6日、ジョン・ハイドの娘）と結婚、4男8女をもうけた。
- キャサリン（1801年3月13日 – 1867年1月8日） - 生涯未婚[9]
- リチャード（1802年2月22日 – 1803年）[9]
- サラ（1803年6月25日[9] – 1885年5月15日） - 生涯未婚[3]
- ハリエット（1805年8月24日 – 1842年以前） - 夭折[9][6]
- ルイーザ・グレース（1807年9月11日 – 1852年11月15日） - 生涯未婚[9]
- リチャード（英語版）（1809年5月12日 – 1868年8月1日） - 第4代シャノン伯爵[9]
- ジェーン（1812年10月[9] – 1876年3月） - 生涯未婚[3]
- エリザベス（1814年7月13日[9] – 1886年1月19日） - 生涯未婚[3]
- ヘンリー・チャールズ（1815年11月10日 – 1846年4月6日） - 1841年9月22日、キャサリン・ソフロニア・ジェーン・イード（Catherine Sophronia Jane Ede、1820年4月30日 – 1844年7月15日、ジェームズ・イードの娘）と結婚[9]
- ロバート・フランシス（1818年10月6日 – 1883年1月20日） - 1858年10月2日、エリザベス・ホール（Elizabeth Hole、1889年12月18日没、W・ホールの娘）と結婚、子供なし[3]
- シャーロット・アン（1817年2月[9] – 1894年10月31日） - 生涯未婚[3]
- フランシス（1820年6月11日 – 1824年7月17日）[9]